# Legea lui Henry

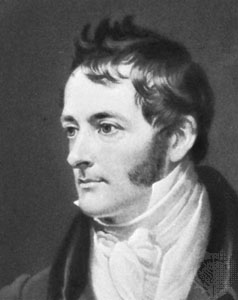
William Henry (1775—1836)

Legea lui Henry este una din principalele legi ale gazelor și a fost enunțată de William Henry în anul 1803. Formularea ei este: „La temperatură constantă, cantitatea de gaz dizolvată într-un lichid, la saturație, variază direct proporțional cu presiunea parțială a gazului aflat în contact cu lichidul.”
Gazele se dizolvă în lichidele cu care vin în contact. Dacă temperatura crește, cantitatea de gaz dizolvată, la saturație, scade și invers.
Cantitatea de gaze, dizolvată în lichid, la saturație, este funcție atât de tipul lichidului cât și de tipul gazului. 
{\displaystyle \operatorname {P} =kC}
La un amestec de gaze cum este aerul respirat de scafandri, cantitatea de gaz dizolvată va fi proporțională cu presiunea parțială a fiecărui gaz component al amestecului.
Astfel, dacă aerul are o presiune de 4 bar (sc. abs.), cantitatea de oxigen dizolvată în lichid va fi proporțională cu pO2 = 0,84 bar (sc. abs.), iar cantitatea de azot dizolvată în același lichid va fi proporțională cu pN2 = 3,16 bar (sc. abs.). 
Procesul invers dizolvării este degajarea gazului din lichid, care se produce la scăderea presiunii.

## Saturație
Gazele se dizolvă în lichide până când lichidul se va satura cu gaz dizolvat. Saturația unui lichid cu un gaz dizolvat corespunde cantității maxime de gaz pe care lichidul îl poate absorbi la temperatură și presiune constantă. Saturarea diferitelor țesuturi are loc cu viteze diferite însă după un anumit timp (peste 12 ore), se consideră că toate țesuturile s-au saturat, nemaiexistând gradiente de presiune între ele
Tensiunea gazului dizolvat, p , crește pe măsura trecerii timpului datorită creșterii cantității de gaz dizolvat în lichid. La saturație, tensiunea gazului dizolvat, p , atinge valoarea presiunii P a gazului de deasupra lichidului.
Atunci când gazul de deasupra lichidului nu este pur ci este un amestec de gaze, fiecare gaz component se va dizolva și curbele de creștere a tensiunilor vor fi funcție de presiunile parțiale ale gazelor ce compun amestecul.

## Desaturare
În mod invers saturației, dacă un lichid saturat cu gaz la presiunea P este adus la presiunea Po , mai mică decât P , saturația lichidului va trece de la valoarea p = P la valoarea p = Po .

## Suprasaturație
Atunci când scade presiunea exterioară, tensiunea gazului dizolvat devine superioară presiunii gazului aflat în contact cu lichidul. În acest caz, se spune că lichidul este în stare de suprasaturație . 
Suprasaturația este o stare instabilă și există o valoare limită a raportului dintre presiunea gazului dizolvat și presiunea ambiantă, de la care echilibrul instabil este rupt, apărând fenomenul de degajare cu apariția de bule. Această limiă poartă numele de raport critic de suprasaturație. 
Fenomenul de dizolvare (absorbție) și degajare (eliminare) a gazelor în și respectiv din lichide stau la baza explicării fenomenelor de saturare, desaturare și suprasaturare a țesuturilor organismului scafandrului cu gazul inert (azotul) conținut în aerul respirator, în timpul coborârii sub apă (creșterii presiunii) și respectiv în timpul urcării către suprafața apei (scăderii presiunii). 
Azotul este caracterizat printr-o solubilitate în apă de 14,5 ml/l și printr-o solubilitate în grăsimi de 76 ml/l. 
La fenomenul de suprasaturație, în cazul organismului uman, raportul critic de suprasaturție al diferitelor țesuturi este de ordinul de mărime 2. 
Respectarea acestei limite de suprasaturație este foarte importantă în evitarea, pe timpul urcării scafandrului către suprafața apei, a degajării gazului inert din țesuturi cu apariția de bule care pot conduce la declanșarea accidentelor de decompresie.

## Influența electroliților
Pentru redarea efectului electrolitilor este folosită ecuația lui Ivan Secenov, o ajustare a legii lui Henry.
{\displaystyle \ln \left({\frac {c}{c_{O}}}\right)=x_{i}^{L}.K_{i}}